# Villagonzalo Pedernales
Villagonzalo Pedernales – gmina w Hiszpanii, w prowincji Burgos, w Kastylii i León, o powierzchni 13,82 km². W 2011 roku gmina liczyła 1676 mieszkańców.